# Romeral (kommun i Chile)
Romeral är en kommun i Chile.   Den ligger i provinsen Provincia de Curicó och regionen Región del Maule, i den södra delen av landet, 180 km söder om huvudstaden Santiago de Chile.
Trakten runt Romeral är ofruktbar med lite eller ingen växtlighet. Runt Romeral är det glesbefolkat, med 8 invånare per kvadratkilometer.